# Райнфельд (Гольштейн)
Райнфельд (нем. Reinfeld) — город в Германии, в земле Шлезвиг-Гольштейн.
Входит в состав района Штормарн. Население составляет 8533 человека (на 31 декабря 2010 года). Занимает площадь 17,36 км². Официальный код — 01 0 62 061.

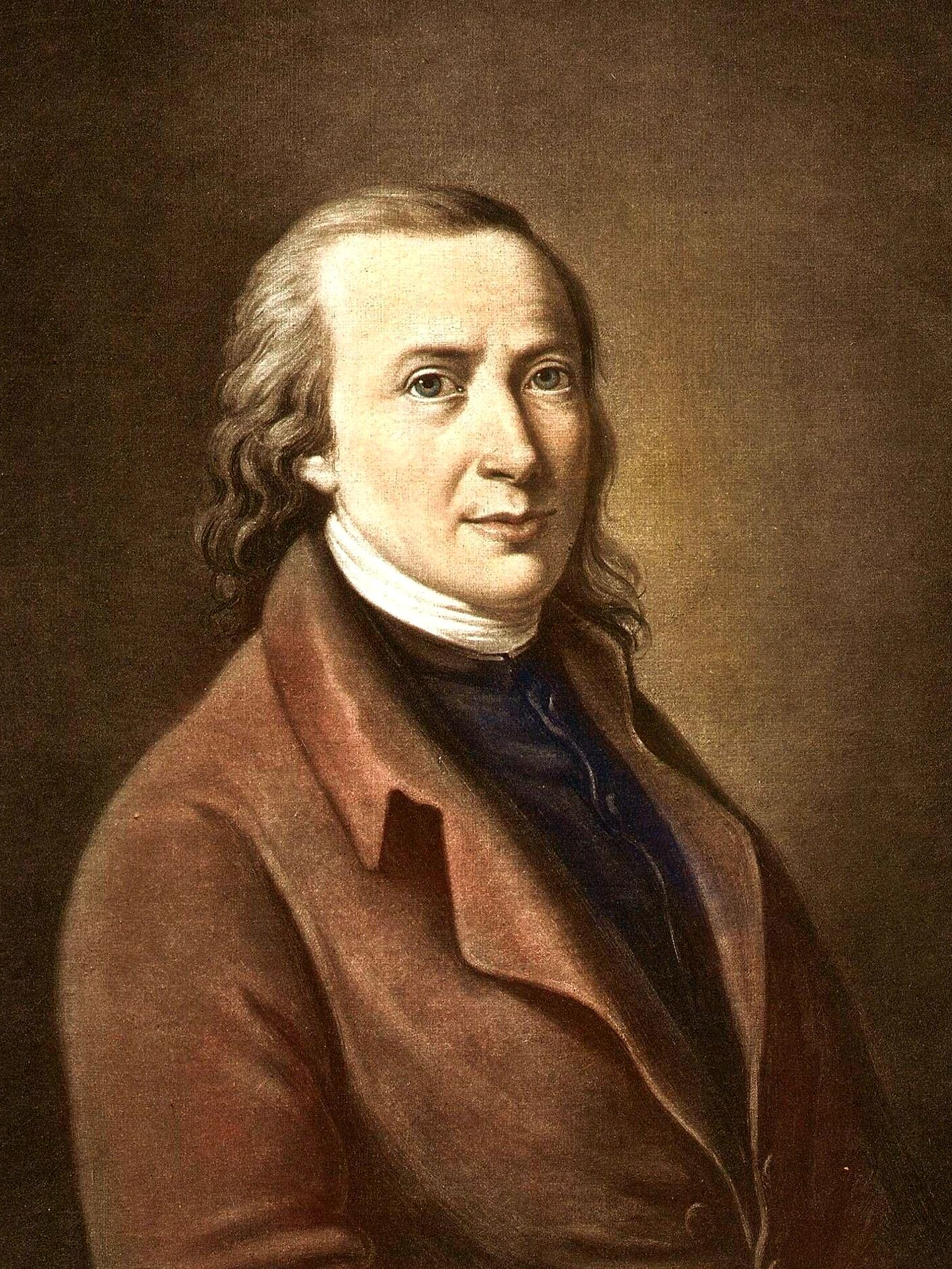
Маттиас Клаудиус, уроженец Райнфельда